# 2025年音乐
本文主要論述與2025年音乐相關的活動與條目。

## 特定地區
- 非洲音乐
- 美国音乐
- 日本音乐
- 斯堪的纳维亚音乐
- 韩国音乐

## 特定類型
- 乡村
- 重金属
- 嘻哈
- 拉丁
- 摇滚
- K-POP
- J-POP

## 樂團成立
- Ablume
- Hearts2Hearts
- KickFlip
- MYTRO
- NouerA
- ZOCX

## 樂團重组
- Rilo Kiley[1]

## 樂團解散
- BiS（英语：Bis (Japanese idol group)）[2]
- COIN（英语：Coin (band)）[3]
- 電波組.inc[4]
- KAT-TUN[5]
- Lynch Mob（英语：Lynch Mob (band)）[6]
- Mew
- One Morning Left[7]
- The Pillows[8]
- REO Speedwagon[9]
- 神碑合唱團[10]
- Sum 41[11]

## 逝世藝人

### 1月
- 1日
  - Leo Dan，82歲，阿根廷創作歌手[12]
  - Jean-Michel Defaye，92歲，法國古典鋼琴家、作曲家、編曲家、指揮家[13]
  - Chad Morgan，91歲，澳大利亞鄉村歌手、吉他手[14]
  - 諾拉·奧蘭迪（英语：Nora Orlandi），91歲，義大利古典鋼琴家、小提琴手、歌手、電影配樂[15]
  - Wayne Osmond，73歲，美國流行歌手（The Osmonds）[16]
- 2日
  - Wilhelm Brückner（英语：Wilhelm Brückner (luthier)），92歲，德國琴師[17]
  - Russ North，59歲，英格蘭重金屬歌手（Cloven Hoof（英语：Cloven Hoof (band)））[18]
  - Ferdi Tayfur，79歲，土耳其古典歌手、多樂器演奏者[19]
- 3日
  - Willem van Kooten，83歲，德國電台DJ[20]
  - Peter Schaap，78歲，德國荷蘭民歌（英语：levenslied）歌手[21]
  - Brenton Wood，83歲，美國靈魂歌手[22]
- 4日
  - Ed Askew，84歲，美國民謠創作歌手[23]
  - Dylan Thomas More，美國工業搖滾取樣人和編譯人（Chemlab）[24]
- 5日
  - Beej Chaney，68歲，美國龐克與新浪潮創作歌手（The Suburbs（英语：The Suburbs (band)））[25]
  - Fredrik Lindgren（英语：Fredrik Lindgren (musician)），53歲，瑞典重金屬吉他手（Unleashed（英语：Unleashed (band)）、Terra Firma（英语：Terra Firma (band)））[26]
- 6日
  - Hope Foye，103歲，美國民謠歌手[27]
  - Stella Greka，102歲，希臘流行歌手[28]
- 7日
  - Ayla Erduran，90歲，土耳其古典小提琴手[29]
  - 彼得·亚罗（英语：Peter Yarrow），86歲，美國民謠創作歌手（彼得、保羅和瑪麗）[30]
- 9日
  - Laurie Holloway，86歲，英國爵士樂鋼琴家、電視音樂總監、作曲家[31]
  - P. Jayachandran，80歲，印度配音歌手[32]
  - Doc Shebeleza，51歲，南非庫威多（英语：kwaito）歌手[33]
- 10日 – 山姆·摩爾（英语：Sam Moore），89歲，美國靈魂創作歌手（山姆與戴夫）[34]
- 11日
  - Mario Klemens，88歲，捷克古典指揮家[35]
  - Fereydoon Shahbazyan，82歲，愛爾蘭古典作曲家、指揮家、多樂器演奏者[36]
- 12日 – Mark Izu，70歲，美國爵士樂低音提琴手、作曲家[37]
- 13日
  - P. Fluid，64歲，美國放克金屬歌手（24-7 Spyz）[38]
  - 艾利加·霍沃斯（英语：Elgar Howarth），89歲，英格蘭古典指揮家、作曲家、喇叭手[39]（逝世公告日期）
  - Buck White，94歲，美國鄉村以及藍草歌手、曼陀林演奏家（The Whites）[40]
- 14日 – Teddy Osei，87歲，迦納爵士搖滾薩克斯風演奏家（Osibisa）[41]
- 15日
  - Melba Montgomery，86歲，美國鄉村創作歌手[42]
  - 琳达·诺兰（英语：Linda Nolan），65歲，愛爾蘭流行歌手（The Nolans）[43]
- 17日 – Stéphane Venne，83歲，加拿大流行創作歌手、編曲人、製作人[44]
- 18日 – 克萊爾·范卡朋（英语：Claire van Kampen），71歲，英格蘭影院配樂（皇家莎士比亞劇團）[45]
- 20日
  - Bob Kuban，84歲，美國R&B鼓手[46]
  - 約翰·賽克斯（英语：John Sykes），65歲，英格蘭硬搖滾吉他手（Tygers of Pan Tang、瘦李奇合唱團（英语：Thin Lizzy）、白蛇）[47]（逝世公告日期）
- 21日 – 加思·哈德森（英语：Garth Hudson）、87歲，加拿大搖滾多樂器演奏者（乐队合唱团）[48]
- 22日
  - Paddy Cole，85歲，愛爾蘭表演樂團薩克斯風手[49]
  - 貝瑞·戈德堡（英语：Barry Goldberg），83歲，美國布魯斯和搖滾鍵盤手（The Electric Flag、The Rides）[50]
  - Johan Slager，78歲，德國搖滾吉他手（Kayak（英语：Kayak (band)））[51]（逝世公告日期）
  - 加布里埃尔·雅各布（英语：Gabriel Yacoub），72歲，法國民謠歌手（Malicorne（英语：Malicorne (band)））[52]
- 24日 – Unk，43歲，美國饒舌歌手[53]
- 25日 – Edweena Banger，英國龐克搖滾歌手（The Nosebleeds、Slaughter & the Dogs）[54]（逝世公告日期）
- 26日
  - 秋山和慶，84歲，日本古典指揮家[55]
  - Gary Grier，美國R&B歌手（The Contours）[56]
- 27日 – Emilia Contessa，67歲，印度尼西亞當杜特和流行歌手[57]
- 29日 – Bruce Howe，77歲，澳大利亞搖滾貝斯手與歌手（Fraternity（英语：Fraternity (band)））[58]
- 30日 – 瑪莉安·菲絲佛，78歲，英格蘭流行和搖滾創作歌手[59]
- 31日 – Susan Alcorn，71–72歲，美國作曲人和踏板鋼弦吉他（英语：Pedal steel guitar）手[60]（逝世公告日期）

### 2月
- 1日 – Sal Maida，76歲，美國搖滾貝斯手（Milk 'N' Cookies、羅西音樂、Sparks（英语：Sparks (band)））[61]
- 2日
  - 傑納·巴吉（英语：Gene Barge），98歲，美國搖滾薩克斯風手[62]
  - 徐熙媛（藝名：大S），48歲，台灣流行歌手[63]
  - Patricia Johnson（英语：Patricia Johnson (mezzo-soprano)），95歲，英格蘭歌劇演唱人[64]（逝世公告日期）
- 4日
  - Stéphane Picq，59歲，法國遊戲音樂作曲人[65]（逝世公告日期）
  - Paul Plishka，83歲，美國歌劇演唱人[66]（逝世公告日期）
- 5日
  - Irv Gotti，54歲，美國錄音製作人和監製（謀殺唱片（英语：Murder Inc. Records））[67]
  - Mike Ratledge，81歲，英國迷幻搖滾鍵盤手（軟機器樂隊（英语：Soft Machine））[68]